# سو غرين (مبارزة بالسيف)
سو غرين (بالإنجليزية: Sue Green)‏ هي مبارزة بالسيف بريطانية، ولدت في 26 يونيو 1950 في Flixton, Greater Manchester ‏ في المملكة المتحدة.

## وصلات خارجية
- سو غرين على موقع أوليمبيديا (الإنجليزية)
- سو غرين على موقع اللجنة الأولمبية البريطانية (الإنجليزية)